# Scot Williams
Scot Williams (Liverpool, 20 november 1972) is een Engels acteur. Hij maakte in 1994 zijn film- en acteerdebuut in Backbeat, waarin hij voormalig Beatle Pete Best speelde. Sindsdien had hij meer dan tien andere filmrollen (meer dan vijftien inclusief televisiefilms), waarbij hij in de televisiefilm In His Life: The John Lennon Story (2000) nogmaals Best speelde.
Best is niet het enige personage dat Williams meer dan eens speelde. Zo verscheen hij als Percy Hockmeister in zowel The Tulse Luper Suitcases, Part 1: The Moab Story, The Tulse Luper Suitcases: Antwerp (beide uit 2003), The Tulse Luper Suitcases, Part 2: Vaux to the Sea (2004) als A Life in Suitcases (2005).
Ook is hij de stemacteur van Brock in Brawl Stars.

## Filmografie
*Exclusief televisiefilms
- Dead Man Running (2009)
- Beyond the Fire (2009)
- The Crew (2008)
- Clubbed (2008)
- Perfect Life (2008)
- A Life in Suitcases (2005)
- Tempesta (2004)
- The Tulse Luper Suitcases, Part 2: Vaux to the Sea (2004)
- The Tulse Luper Suitcases: Antwerp (2003)
- The Tulse Luper Suitcases, Part 1: The Moab Story (2003)
- The Van Boys (2000)
- Swing (1999)
- Backbeat (1994)

## Televisieseries
*Exclusief eenmalige gastrollen
- Cape Wrath - Tom Tyrell (2007, acht afleveringen)
- Lilies - Father Melia (2007, acht afleveringen)
- Mersey Beat - PC Glenn Freeman (2003-2004, vijf afleveringen)
- Nice Guy Eddie - Neil Jones (2002, vijf afleveringen)
- Liverpool 1 - Patrick Callaghan (1998-1999, tien afleveringen)
- Soldier Soldier - Neville Rigby (1997, twee afleveringen)

- Biblioteca Nacional de España: XX4912735
- Bibliothèque nationale de France: cb16976388h (data)
- Gemeinsame Normdatei: 1084804182
- International Standard Name Identifier: 0000 0000 4159 0431
- Library of Congress Control Number: no2001028527
- Nederlandse Thesaurus van Auteursnamen: 391163043
- Système universitaire de documentation: 249499096
- Virtual International Authority File: 56259882
- WorldCat: E39PBJp9pmyvJmWWtKjrMq3fbd